# Rio Cassai
O rio Cassai (ou Kasai) é um rio da África Central que nasce no Planalto Central de Angola, entre as províncias angolanas de Bié e Moxico, e que desagua no rio Congo, a cerca de 170 km a norte de Quinxassa, na República Democrática do Congo. Tem 2153 km de extensão. A sua vazão média é de 1200 m3/s e sua bacia hidrográfica tem 900 000 km2 de área, sendo uma subcomponente da bacia do Congo.
Os seus afluentes principais são:
- Rio Fimi (margem direita)
- Rio Cuílo/Rio Cuango (margem esquerda)
- Rio Chicapa (margem esquerda)
- Rio Loange (margem direita)
- Rio Sankuru (margem direita)
- Rio Lulua (margem direita)